# Marie-Théodore de Bussierre
Pour les autres membres de la famille, voir Famille Renouard de Bussierre.
Marie-Théodore Renouard, vicomte de Bussierre (18 juin 1802 à Strasbourg - 21 janvier 1865 au château de Reichshoffen) est un diplomate, voyageur, ethnologue et homme de lettres français.

## Biographie
Fils aîné du vicomte Athanase Paul Renouard de Bussierre et de Frédérique Wilhelmine de Franck, surnommée « La Récamier de Strasbourg », il reçoit son éducation du précepteur Hepp, puis se rend à Heidelberg et Londres pour compléter sa formation.
Rentré dans la diplomatie, il devient, à l'âge de dix-neuf ans, secrétaire d'ambassade à Munich, puis à Vienne et à Karlsruhe. 
Il réalise également de longs voyages en Orient, passant par Cracovie et Odessa, se rendant à Constantinople, visitant toute l'Égypte et la Nubie, traversant le Sinaï et rentrant par Suez et Alexandrie. En 1829, il publie deux volumes accompagnés d'un atlas de ces voyages.
Légitimiste convaincu, il donne sa démission en 1830, après la Révolution de Juillet, et renonce à la carrière diplomatique. 
En 1846, après la mort de son père, il hérite du majorat et du domaine de Reichshoffen. 
Il se présente à des élections partielles sous la bannière du parti catholique et sa nomination est envisagée pour le poste d'ambassadeur à Rome, mais ses positions de polémiste ardent, trop favorable à la papauté, le desserviront. 
Important propriétaire terrien, son domaine de Reichshoffen est estimé à 820.000 F et ses rentes sont de plus de 100.000 F en 1858.
Il se consacre notamment à la peinture et l'écriture.
Converti du protestantisme au catholicisme, il est à l'origine de la conversion du Père Alphonse Ratisbonne.
Gendre du ministre Georges Humann, il est le beau-père de Francisque-Joseph Ramey de Sugny et de Paul-Louis de Leusse.

## Publications
- Acte public sur la jouissance et sur la privation des droits civils (1823)
- Lettres sur l'Orient, écrites pendant les années 1827 et 1828 (1829)
- Voyage en Sicile (1837)
- Histoire de Sainte Odile, patronne de l'Alsace (1842, 1850, 1853)
- Conversion de M. M. A. Ratisbonne. Relation authentique ... suivie de lettres écrites de Rome à l'Union catholique. Lettre de M. M. A. Ratisbonne sur sa conversion, adressée à M. le Curé de N.-D.-des-Victoires (1842)
- Relation authentique de la conversion de M. A. M. Ratisbonne ... Suivie de deux lettres sur les derniers momens et sur les dernières années de M. le Ce de Laferronnays (1842)
- L'enfant de Marie. Un frère de plus (1842)
- La Foi de nos pères, ou la Perpétuité du catholicisme, ouvrage dédié à ses anciens coréligionnaires (1844)
- Conversion de Marie-Alphonse Ratisbonne, relation authentique... suivie de la lettre de M. Marie Alphonse Ratisbonne à M. Dufriche-Desgenettes (introduction par le marquis de Ségur, 1844, 1850, 1889)
- Les Sept basiliques de Rome ou visite des sept églises (1845, 1846)
- Histoire de la ligue formée contre Charles le Téméraire (1845, 1846)
- Histoire de saint Vincent de Paul tirée des biographies les plus anciennes et les plus authentiques du saint (1850)
- Histoire de la guerre des paysans (2 tomes, 1852)
- Les Anabaptistes, histoire du luthéranisme, de l'anabaptisme et du règne de Jean Bockelsohn à Munster (1853)
- Histoire du schisme portugais dans les Indes (1854)
- Notice sur le Pèlerinage de Notre-Dame de Marienthal (Bas-Rhin) (1859)
- Histoire du développement du Protestantisme à Strasbourg et en Alsace, depuis l'abolition du Culte catholique jusqu'à la Paix de Haguenau (1529-1604) (1859)
- Les Œuvres de sainte Catherine de Gênes, précédées de sa vie (1860)
- Histoire des religieuses dominicaines du couvent de Sainte-Marguerite et Sainte-Agnès à Strasbourg (1860)
- Culte et pèlerinages de la très-sainte Vierge en Alsace (1862)
- L'Empire Mexicain : histoire des Toltèques, des Chichimèques, des Aztèques et de la conquête espagnole (1863)
- Fleurs dominicaines ou les mystiques d'Unterlinden à Colmar (1864)
- Lettres sur l'Orient, écrites pendant les années 1827 et 1828

### Sources
- D. Thuret, Une dynastie de banquiers au XIXe siècle, Les Renoüard de Bussiere, 2015
- Sophie Linon-Chipon, Jean-François Guennoc, Alain Blondy, Transhumances divines: récit de voyage et religion, 2005
- Joseph-Marie Quérard, La France littéraire ou dictionnaire bibliographique des savants, historiens et gens de lettres, 1859